# Magnum Force (album)
Magnum Force is het tweede studioalbum van het Amerikaanse hiphop-duo Heltah Skeltah, bestaande uit de rappersRock en Ruck (later beter bekend als Sean Price). Het album verkocht stukken slechter dan hun debuutalbum, Nocturnal, wat uiteindelijk leidde tot een 'break-up'.

## Tracklist
| #  | Title                        | Producer(s)                | Performer (s) |
| -- | ---------------------------- | -------------------------- | --- |
| 1  | "Worldwide [Rock The World]" | Self                       | Ruck, Rock |
| 2  | "Call Of The Wild            | Self                       | Representativz, Rock, Starang Wondah, Hardcore, Doc Holiday                                                                                |
| 3  | "Gunz 'N Onez [Iz U Wit Me]" | Smoke                      | Method Man, Ruck, Rock |
| 4  | "Perfect Jab"                | Supreme, Rock              | Rock, Supreme |
| 5  | "Call Tyrone [Skit]"         |                            | *Interlude* |
| 6  | "Chicka Woo"                 | Punch, NOD                 | Ruck, Mike Stewart |
| 7  | "I Ain't Havin' That"        | Cuzin Bawb, Starang Wondah | Starang Wondah, Rock, Ruck, Doc Holiday |
| 8  | "2 Keys [Skit]"              |                            | *Interlude* |
| 9  | "Brownsville II Long Beach"  | Daz Dillinger              | Rock, Ruck, Tha Dogg Pound |
| 10 | "2 Keys II [Skit]"           |                            | *Interlude* |
| 11 | "Magnum Force"               | Grand Daddy I.U.           | Ruck, Ruste Juxx, Rock, Representativz |
| 12 | "2 Keys III [Skit]"          |                            | *Interlude* |
| 13 | "Sean Wigginz"               | NOD                        | Ruck |
| 14 | "Forget Me Knots"            | Grand Daddy I.U.           | Ruck, Rock |
| 15 | "Black Fonzerelliz"          | Mike Caren                 | Ruck, Rock |
| 16 | "Do The Knowledge [Skit]"    |                            | *Interlude* |
| 17 | "MFC Lawz"                   | Justin Trugman             | Ruck, Rock, Young Noble, Storm, Napoleon, Doc Holiday                                                                                      |
| 18 | "Hold Your Head Up"          | NOD                        | Ruck, Rock, Anthony Hamilton |
| 19 | "Gang's All Here"            | Smoke                      | Thunderfoot, Illa Noyz, Steele, Doc Holiday, Lil Rock, Rock, Rustee Juxx, Supreme, Tek, Starang Wondah, Ruck, Buckshot, Louieville Sluggah |

## Charts
| Year | Album        | Chart positions | Chart positions        | Chart positions |
| Year | Album        | Billboard 200   | Top R&B/Hip Hop Albums |                 |
| 1998 | Magnum Force | 34              | 8                      |                 |